# Marko Lešković
Marko Lešković (ur. 27 kwietnia 1991 w Našicach) – chorwacki piłkarz grający na pozycji środkowego obrońcy lub defensywnego pomocnika. Od 2021 jest piłkarzem klubu Kerala Blasters FC.

## Kariera klubowa
Swoją karierę piłkarską Lešković rozpoczął w klubie NK Osijek. W trakcie sezonu 2009/2010 awansował do pierwszego zespołu Osijeku. Latem 2010 został wypożyczony do drugoligowego klubu HNK Suhopolje, w którym spędził pół roku. W 2011 roku wrócił do Osijeku. W pierwszej lidze chorwackiej zadebiutował 5 marca 2011 w wygranym 2:1 domowym meczu z Istrą 1961. W Osijeku grał do końca sezonu 2012/2013.
W 2013 roku Lešković przeszedł z Osijeku do klubu HNK Rijeka. W Rijece zadebiutował 4 sierpnia 2013 w zwycięskim 2:1 wyjazdowym meczu z NK Zadar. W sezonie 2013/2014 wywalczył z Rijeką wicemistrzostwo Chorwacji. W maju 2014 wystąpił w wygranych 1:0 i 2:0 meczach finału Pucharu Chorwacji z Dinamem Zagrzeb. Latem 2014 zdobył Superpuchar Chorwacji. W sezonie 2014/2015 po raz drugi w karierze został wicemistrzem Chorwacji, a w sezonie 2015/2016 - po raz trzeci.
Latem 2016 Lešković przeszedł do Dinama Zagrzeb.
| Sezon   | Klub           | Kraj      | Rozgrywki | Mecze | Gole |
| ------- | -------------- | --------- | --------- | ----- | ---- |
| 2009/10 | NK Osijek      | Chorwacja | Prva HNL  | 0     | 0    |
| 2010/11 | HNK Suhopolje  | Chorwacja | Druga HNL | 14    | 4    |
| 2010/11 | NK Osijek      | Chorwacja | Prva HNL  | 2     | 0    |
| 2011/12 | NK Osijek      | Chorwacja | Prva HNL  | 19    | 1    |
| 2012/13 | NK Osijek      | Chorwacja | Druga HNL | 28    | 4    |
| 2013/14 | HNK Rijeka     | Chorwacja | Prva HNL  | 15    | 2    |
| 2014/15 | HNK Rijeka     | Chorwacja | Prva HNL  | 27    | 0    |
| 2015/16 | HNK Rijeka     | Chorwacja | Prva HNL  | 20    | 1    |
| 2016/17 | Dinamo Zagrzeb | Chorwacja | Prva HNL  |       |      |

## Kariera reprezentacyjna
Lešković grał w młodzieżowych reprezentacjach Chorwacji na różnych szczeblach wiekowych. W dorosłej reprezentacji Chorwacji zadebiutował 12 listopada 2014 roku w przegranym 1:2 towarzyskim meczu z Argentyną, rozegranym w Londynie.